# Franciszek Armiński

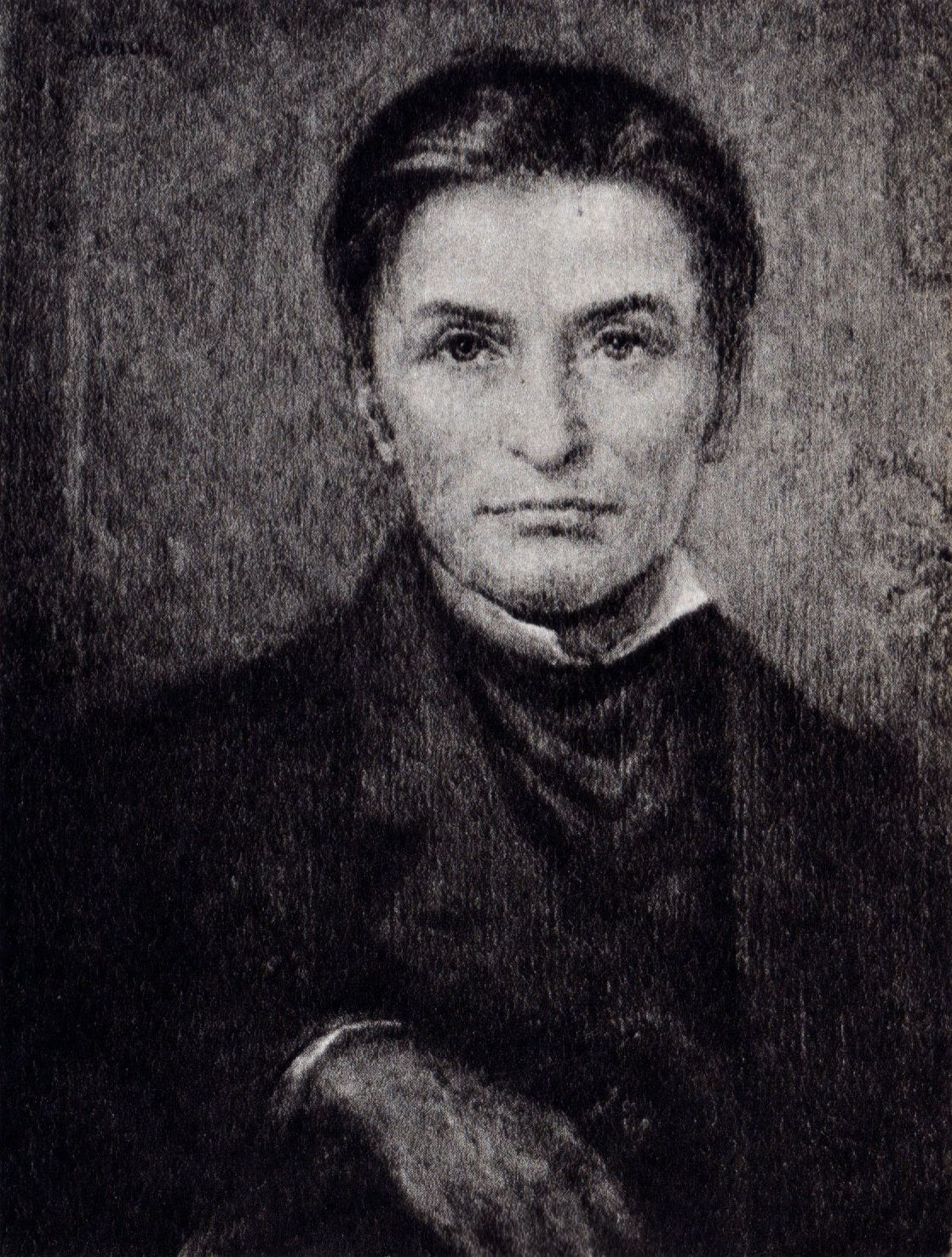
Franciszek Armiński

Franciszek Armiński (Tymbark, 2 oktober 1789 - Warschau 14 januari 1848) was een Pools astronoom.
Hij was een professor aan de Universiteit van Warschau en stelde voor om een observatorium te bouwen in het Lazienki park. Bij de opening in 1824 werd hij er directeur.

## Erkentelijkheid
- Hij werd bekroond met een eredoctoraat aan de Universiteit van Warschau
- Hij werd opgenomen in de Orde van Sint-Stanislaus
- De krater Arminski op de maan werd naar hem genoemd in 1976.

- Gemeinsame Normdatei: 1069347558
- International Standard Name Identifier: 0000 0004 0927 5326
- Virtual International Authority File: 302849351
- WorldCat: E39PBJtCB6XK9YYxby6W69M9Dq